# Team CSC/2003
Deze pagina geeft een overzicht van de Team CSC-wielerploeg in 2003.

## Algemeen
Sponsor: CSC (ICT-bedrijf)
Algemeen manager: Bjarne Riis
Ploegleiders: Sean Yates, Jørgen Marcussen, Per Johnny Pedersen, Johnny Weltz, Christian Andersen
Fietsmerk: Cervelo

## Renners
| Naam                 | Geboortedatum | Nationaliteit    | Ploeg 2002      |
| -------------------- | ------------- | ---------------- | --------------- |
| Michael Blaudzun     | 30-04-1973    | Denemarken       |                 |
| Manuel Calvente      | 14-08-1976    | Spanje           |                 |
| Bekim Christensen    | 17-09-1973    | Denemarken       | Team Coast      |
| Julian Dean          | 28-01-1975    | Nieuw-Zeeland    |                 |
| Thomas Bruun Eriksen | 13-02-1979    | Denemarken       |                 |
| Tyler Hamilton       | 01-03-1971    | Verenigde Staten |                 |
| Tristan Hoffman      | 01-01-1970    | Nederland        |                 |
| Nicolas Jalabert     | 13-04-1973    | Frankrijk        |                 |
| Morten Knudsen       | 21-09-1981    | Denemarken       | Stagiair        |
| Lennie Kristensen    | 16-05-1968    | Denemarken       | EDS-Fakta       |
| Peter Luttenberger   | 13-12-1972    | Oostenrijk       | Tacconi Sport   |
| Jimmi Madsen         | 04-01-1969    | Denemarken       |                 |
| Lars Michaelsen      | 13-03-1969    | Denemarken       | Team Coast      |
| Andrea Peron         | 14-08-1971    | Italië           |                 |
| Jakob Piil           | 09-03-1973    | Denemarken       |                 |
| Arvis Piziks         | 12-09-1969    | Letland          |                 |
| Michael Sandstød     | 23-06-1968    | Denemarken       |                 |
| Carlos Sastre        | 23-04-1975    | Spanje           |                 |
| Fränk Schleck        | 15-04-1980    | Luxemburg        |                 |
| Nicki Sørensen       | 14-05-1975    | Denemarken       |                 |
| Andrea Tafi          | 07-05-1966    | Italië           | Mapei-QuickStep |
| Pablo Urtasun        | 29-03-1980    | Spanje           | Stagiair        |
| Geert Van Bondt      | 18-11-1970    | België           |                 |
| Paul Van Hyfte       | 19-01-1972    | België           |                 |

## Overwinningen
| Ronde van Rhodos 3e etappe: Thomas Bruun Eriksen Luik-Bastenaken-Luik Tyler Hamilton Ronde van Nedersaksen Eindklassement: Nicolas Jalabert Ronde van Romandië 5e etappe: Tyler Hamilton Eindklassement: Tyler Hamilton Vierdaagse van Duinkerken 2e etappe: Lars Michaelsen Vredeskoers 5e etappe: Thomas Bruun Eriksen Nationale kampioenschappen op de weg Denemarken, wegrit: Nicki Sørensen Denemarken, tijdrit: Michael Blaudzun | Ronde van Frankrijk 10e etappe: Jakob Piil 13e etappe: Carlos Sastre 16e etappe: Tyler Hamilton Ronde van het Waalse Gewest 4e etappe: Julian Dean 5e etappe: Julian Dean Eindklassement: Julian Dean Ronde van Galicië 1e etappe: Pablo Urtasun 3e etappe: Pablo Urtasun Ronde van Hessen 2e etappe: Lars Michaelsen Circuit Franco-Belge 2e etappe: Julian Dean Florence-Pistoia Andrea Peron |

1998 · 1999 · 2000 · 2001 · 2002 · 2003 · 2004 · 2005 · 2006 · 2007 · 2008 · 2009 · 2010 · 2011 · 2012 · 2013 · 2014 · 2015 · 2016